# Eruguera de la Melanèsia
L'eruguera de la Melanèsia (Edolisoma remotum) és una espècie d'ocell de la família dels campefàgids (Campephagidae).

## Hàbitat i distribució
Habita els boscos de l'Arxipèlag de les Bismarck.